# Hans van Heerden
Hans van Heerden, auch von Heerden, (* 23. November 1935 in Pretoria, Südafrika) ist ein südafrikanischer Opernsänger (Bariton).

## Leben
Hans van Heerden studierte mithilfe eines durch die Sopranistin Mimi Coertse vermittelten Stipendiums Gesang an der Wiener Musikhochschule unter anderem bei dem bekannten Tenor und Gesangspädagogen Josef Witt. Nachdem er beim Internationalen Gesangswettbewerb in Wien mehrfach Preise gewonnen hatte, begann er seine Karriere als Opernsänger in Europa. Noch während seiner Ausbildung erhielt er einen Gastvertrag für die Rolle des Jago in Otello am Stadttheater Ulm. Später folgten in den 1960er Jahren Festengagements an der Oper Bonn und am Staatstheater Wiesbaden. Zur Spielzeiteröffnung 1966/1967 sang er am Staatstheater Wiesbaden den Jago an der Seite von Hermin Esser (Othello); van Heerden gestaltete seine Rolle „stimmlich und gestisch-mimisch kraftvoll, bisweilen fast herrlich-brutal.“ Zur Spielzeit 1968/69 wurde er als festes Ensemblemitglied an die Oper Frankfurt verpflichtet.
Van Heerdens Repertoire umfasste hauptsächlich die Rollenfächer des jugendlichen Heldenbaritons und des Charakterbaritons. Er sang den Jago, unter anderem an der Seite von Mario del Monaco, die Titelrolle in Rigoletto (Partnerinnen als Gilda waren unter anderem Ileana Cotrubaș und Edda Moser), den Amonasro in Aida mit Martina Arroyo, den Polizeichef Scarpia in Tosca, die Titelrolle in Nabucco, den Sebastiano in Tiefland mit Rudolf Schock, den Mandryka in Arabella an der Seite von Lisa della Casa und Anneliese Rothenberger (Zdenka) und den Rodrigo in Don Carlos gemeinsam mit Kim Borg (als Philipp).
Er trat u. a. in der am 12. März 1966 aufgezeichneten Fernsehshow „Einer wird gewinnen“ als Gast gemeinsam mit Elwira Scholz auf.
Van Heerden war der erste Künstler, der 1973 mit dem Nederburg Prize for Opera des Oranje-Freistaates ausgezeichnet wurde, und ist der einzige Künstler, der diesen Preis bisher sieben Mal erhalten hat. Von 1978 bis 1990 war er Künstlerischer Leiter der SUKOVS Opern-Abteilung des Oranje-Freistaats. Von 1992 bis 1995 war er Leiter der Opernschule am Technikon in Pretoria (Pretoria Technikon). 